# 路易·卡米耶·马亚尔
路易·卡米耶·马亚尔（法語：Louis Camille Maillard，發音：[lwi kamij majaʁ] ⓘ；1878年2月4日—1936年5月12日），法国医生、化学家。他对肾脏疾病的研究做出了重要贡献。他还因以其命名的化学反应——美拉德反应而闻名，这是他在1912年描述的化学反应，通过该反应，氨基酸和糖通过与脂肪接触而在食物中发生反应，为烤制食物提供棕色、美味的表面。